# フランク・デフォード
フランク・デフォード（Frank Deford、1938年12月16日 - 2017年5月28日）はアメリカ合衆国の作家。

## 人物
映画『熱き愛に時は流れて』の原作者。